# 萬菱匯
23°08′08″N 113°19′29″E / 23.1355°N 113.3247°E萬菱匯，前身為京光廣場，是位於廣州市天河區的一個商業購物中心和寫字樓綜合體，其中寫字樓萬菱國際中心高218米。其前身京光廣場於1994年開建，受亞洲金融風暴影響，1999年因財務糾紛而停建，在未完工前與合銀廣場（正佳環市中心）、中诚广场（中石化大廈）合稱當時廣州的三大港资烂尾楼。

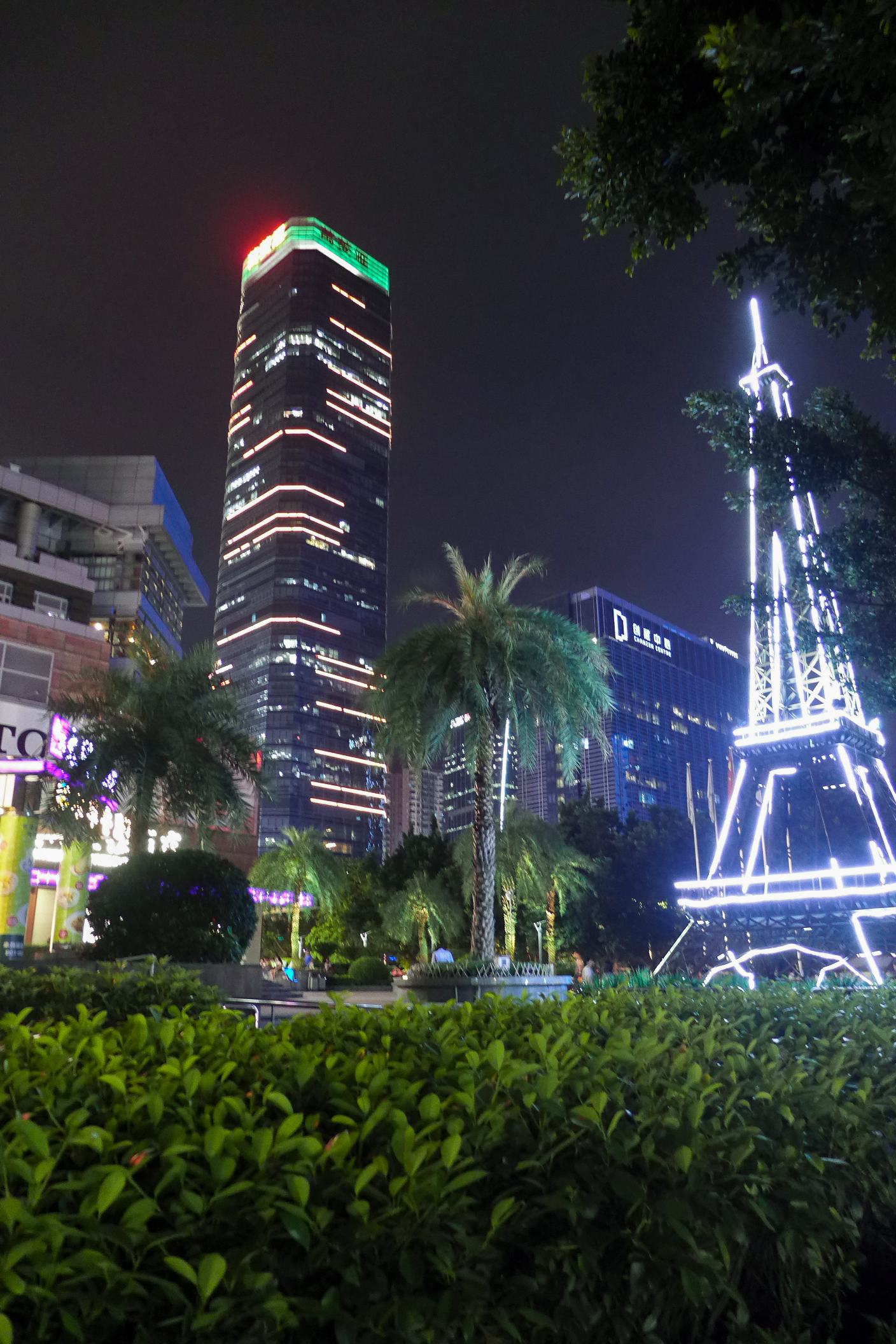
萬菱國際中心

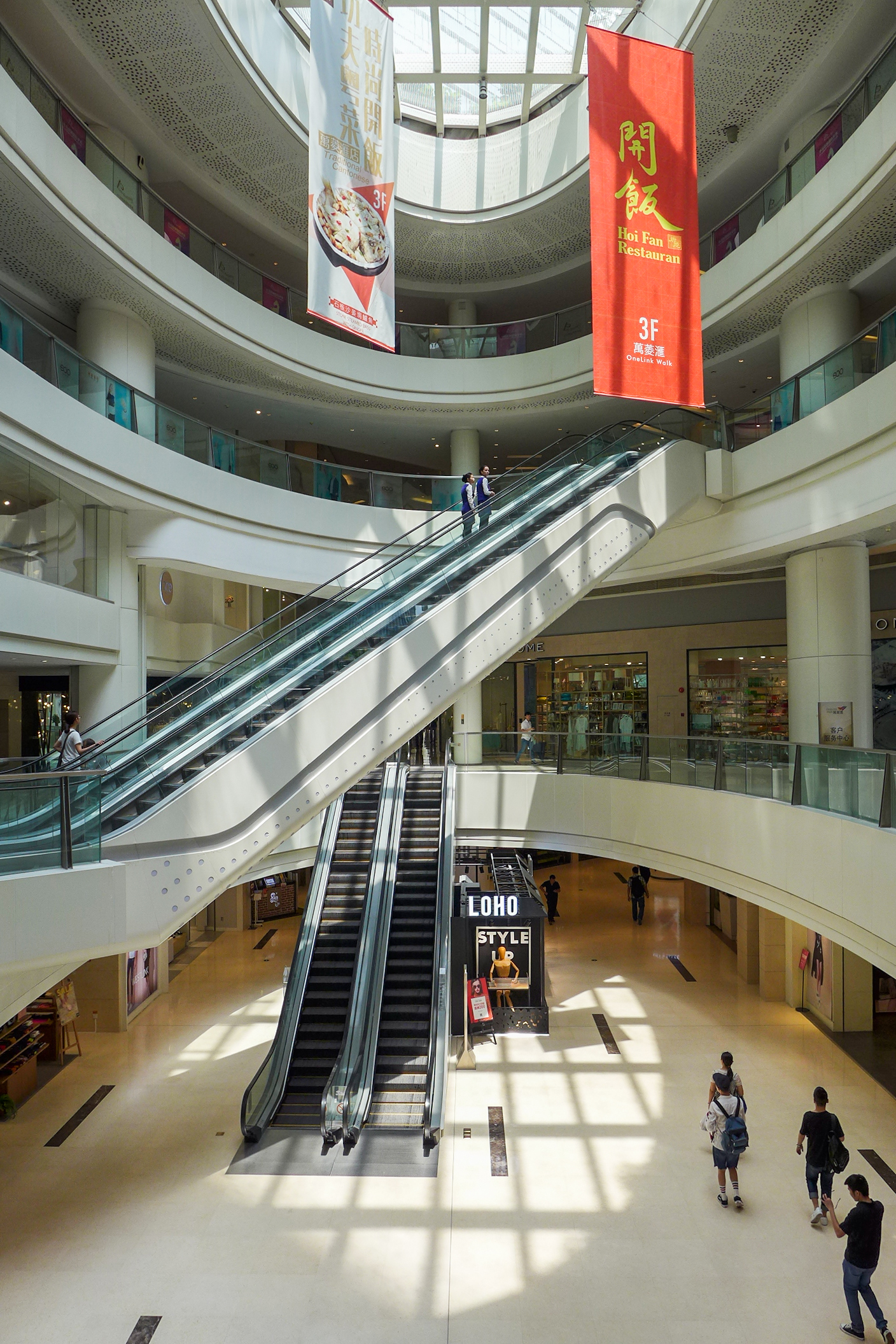
萬菱匯商場中庭

2004年底香港達洋控股旗下的万菱实业以7.58亿元競拍購得此建築，並於2009年開業。現為超大型商业综合体，有5.8万平方米经营面积的商场，49层高国际甲级写字楼，五星级酒店和五星级配套设施的服务公寓。

## 公共交通
- 广州地铁1号线體育中心站
- 广州地铁3号线石牌橋站
- 廣州BRT：石牌橋站